# Wasilij Protodjakonow
Wasilij Andriejewicz Protodjakonow (ros. Василий Андреевич Протодьяконов; ur. 14 listopada 1912 w obwodzie jakuckim, zm. 4 maja 1993) – radziecki i jakucki polityk i pisarz, przewodniczący Prezydium Rady Najwyższej Jakuckiej ASRR w latach 1947-1948, przewodniczący Rady Ministrów Jakuckiej ASRR 1948-1950 i 1951-1953.
1934 ukończył jakuckie technikum finansowo-ekonomiczne, później zaocznie Instytut Finansowy i Wyższe Kursy przy KC KPZR, 1934-1935 kierownik rejonowego wydziału finansowego, 1935-1938 starszy inspektor pracy organizacyjno-masowej, kierownik działu kadr w ludowym komisariacie finansów Jakuckiej ASRR, 1938-1941 I zastępca ludowego komisarza finansów Jakuckiej ASRR, od 1941 w WKP(b), 1941-1946 ludowy komisarz, a 1946-1947 minister finansów tej republiki, od 1944 członek Związku Pisarzy Radzieckich. Od marca 1947 do grudnia 1948 przewodniczący Prezydium Rady Najwyższej Jakuckiej ASRR, następnie do stycznia 1950 i ponownie od kwietnia 1951 do marca 1953 przewodniczący Rady Ministrów Jakuckiej ASRR. 1953-1958 prezes Zarządu Jakuckiego Oddziału Związku Pisarzy ZSRR.

## Odznaczenia
- Order Lenina
- Order Czerwonego Sztandaru Pracy
- Order „Znak Honoru”